# 本蒂亚巴龙属
本蒂亚巴龙（学名：Bentiabasaurus）是种纤细的浮龙族沧龙，来自安哥拉晚白垩世莫丘奥组。本属模式种兼唯一种雅氏本蒂亚巴龙（B. jacobsi）由麦克尔·波尔辛、安妮·舒普及安东尼奥·冈萨韦斯于2023年描述。

## 标本
该动物的最完整标本为部分骨骼（MGUAN PA 183D），包括部分颅骨及下颌骨还有大量脊椎和肋骨。估计该标本生前长3至3.7米。其发现于一只6.5至7米长的基安达倾齿龙的胃内容物中，此外，这只倾齿龙还吃下了一只4米的似长吻鳄龙及一只4.6米的亚成年同类。与其它两只较大的沧龙相比，其位于肠道更靠前的位置，胃酸侵蚀程度也更小，很可能是捕食者的最后一餐。被吞食的三只沧龙主要由颅骨及身体前部组成。
该标本是安哥拉本蒂亚巴附近本奇19号尸骨层发现的两具指定合模式标本之一。其它合模式标本包括部分下颌骨及隅骨。
另外三块部分右隅骨亦归入该物种。

## 词源
属名组合发现地附近的本蒂亚巴及希腊语σαῦρος（saûros，意为“蜥蜴”）。种名jacobsi致敬路易斯·雅各布教授对非洲古脊椎动物学研究的贡献。